# Quatrième circonscription de la Martinique
La quatrième circonscription de la Martinique est l'une des 4 circonscriptions législatives françaises que compte le département de la Martinique (972) situé en région Martinique.
Composée depuis 2012 de 11 communes du Sud de la Martinique, elle comptait en 2014 101 858 habitants et sa commune la plus peuplée était Ducos.

## Description géographique et démographique

### De 1986 à 2012

Carte de la quatrième circonscription de la Martinique de 1986 à 2012

La quatrième circonscription de la Martinique est délimitée par le découpage électoral de la loi no 86-1197 du 24 novembre 1986
, elle regroupe les divisions administratives suivantes : Cantons de Les Anses-d'Arlets, Le Diamant, Ducos, Le François I, Le François II, Le Marin, Rivière-Pilote, Rivière-Salée, Le Robert I, Le Robert II, Saint-Esprit, Sainte-Anne, Sainte-Luce, Les Trois-Ilets, Le Vauclin.
D'après le recensement général de la population en 1999, réalisé par l'Institut national de la statistique et des études économiques (INSEE), la population totale de cette circonscription est estimée à 127945 habitants,.

### Depuis 2012
L'ordonnance n°2009-935 du 29 juillet 2009, entré en vigueur en février 2010 et appliquées pour la première fois lors des législatives de 2012, fait perdre à la quatrième circonscription les cantons du Robert I et II et du François I et II, qui passent à la nouvelle première circonscription de la Martinique.
Elle est donc dorénavant composées des cantons suivants : Les Anses-d'Arlet, Le Diamant, Ducos, Le Marin, Rivière-Pilote, Rivière-Salée, Saint-Esprit, Sainte-Anne, Sainte-Luce, Les Trois-Îlets et Le Vauclin.
La loi no 2011-884 du 27 juillet 2011 supprimant le conseil général de la Martinique, remplacé par l'Assemblée de Martinique, acte la disparition de facto des cantons. La première circonscription est composée des communes suivantes :
| Nom               | Code Insee | Intercommunalité                    | Superficie (km2) | Population (dernière pop. légale) | Densité (hab./km2) |
| ----------------- | ---------- | ----------------------------------- | ---------------- | --------------------------------- | ------------------ |
| Les Anses-d'Arlet | 97202      | CA de l'espace sud de la Martinique | 25,92            | 3 841 (2014)                      | 148                |
| Le Diamant        | 97206      | CA de l'espace sud de la Martinique | 27,34            | 6 143 (2014)                      | 225                |
| Ducos             | 97207      | CA de l'espace sud de la Martinique | 37,69            | 17 766 (2014)                     | 471                |
| Le Marin          | 97217      | CA de l'espace sud de la Martinique | 31,54            | 8 883 (2014)                      | 282                |
| Rivière-Pilote    | 97220      | CA de l'espace sud de la Martinique | 35,78            | 12 149 (2014)                     | 340                |
| Rivière-Salée     | 97221      | CA de l'espace sud de la Martinique | 39,38            | 12 467 (2014)                     | 317                |
| Saint-Esprit      | 97223      | CA de l'espace sud de la Martinique | 23,46            | 9 452 (2014)                      | 403                |
| Sainte-Anne       | 97226      | CA de l'espace sud de la Martinique | 38,42            | 4 318 (2014)                      | 112                |
| Sainte-Luce       | 97227      | CA de l'espace sud de la Martinique | 28,02            | 9 900 (2014)                      | 353                |
| Les Trois-Îlets   | 97231      | CA de l'espace sud de la Martinique | 28,60            | 7 811 (2014)                      | 273                |
| Le Vauclin        | 97232      | CA de l'espace sud de la Martinique | 39,06            | 9 128 (2014)                      | 234                |

## Historique des députations
| Législature | Début de mandat | Fin de mandat  | Député                      | Parti politique | Observations                                                                           |
| ----------- | --------------- | -------------- | --------------------------- | --------------- | -------------------------------------------------------------------------------------- |
| IXe         | 23 juin 1988    | 1er avril 1993 | Maurice Louis-Joseph-Dogué, | FSM,            |                                                                                        |
| Xe          | 2 avril 1993    | 21 avril 1997  | André Lesueur,              | RPR,            | Mandat écourté à la suite d'une dissolution parlementaire décidée par Jacques Chirac.  |
| XIe         | 12 juin 1997    | 18 juin 2002   | Alfred Marie-Jeanne         | MIM             |                                                                                        |
| XIIe        | 19 juin 2002    | 19 juin 2007   | Alfred Marie-Jeanne,        | MIM,            |                                                                                        |
| XIIIe       | 20 juin 2007    | 19 juin 2012   | Alfred Marie-Jeanne,        | MIM,            |                                                                                        |
| XIVe        | 20 juin 2012    | 20 juin 2017   | Jean-Philippe Nilor         | MIM             |                                                                                        |
| XVe         | 21 juin 2017    | 21 juin 2022   | Jean-Philippe Nilor         | MIM puis Péyi-A |                                                                                        |
| XVIe        | 22 juin 2022    | 9 juin 2024    | Jean-Philippe Nilor         | Péyi-A          | Mandat écourté à la suite d'une dissolution parlementaire décidée par Emmanuel Macron. |
| XVIIe       | 8 juillet 2024  | En cours       | Jean-Philippe Nilor         | Péyi-A          |                                                                                        |

## Historique des élections

### Élections de 1988
| Candidat       | Candidat                                 | Parti                      | Premier tour | Premier tour | Second tour | Second tour |  |
| Candidat       | Candidat                                 | Parti                      | Voix         | %            | Voix        | %           |  |
| -------------- | ---------------------------------------- | -------------------------- | ------------ | ------------ | ----------- | ----------- |  |
|                | Maurice Louis-Joseph-Dogué sortant réélu | FSM                        | 12 112       | 54,84        | 18 075      | 56,25       |  |
|                | Jean Maran sortant                       | UDF (PSD) (URC)            | 9 491        | 42,97        | 14 057      | 43,75       |  |
|                | Jean-Luc Erepmoc                         | RPR                        | 254          | 1,15         |             |             |  |
|                | Benjamin Blanchard                       | Divers gauche (Maj. prés.) | 230          | 1,04         |             |             |  |
|                |                                          |                            |              |              |             |             |  |
| Inscrits       | Inscrits                                 | Inscrits                   | 69 611       | 100,00       | 69 583      | 100,00      |  |
| Abstentions    | Abstentions                              | Abstentions                | 46 266       | 66,46        | 36 105      | 51,89       |  |
| Votants        | Votants                                  | Votants                    | 23 345       | 33,54        | 33 478      | 48,11       |  |
| Blancs et nuls | Blancs et nuls                           | Blancs et nuls             | 1 258        | 5,39         | 1 346       | 4,02        |  |
| Exprimés       | Exprimés                                 | Exprimés                   | 22 087       | 94,61        | 32 132      | 95,98       |  |

Le suppléant de Maurice Louis-Joseph-Dogué était Monsieur Olga Delbois, professeur de mathématiques, conseiller général, maire des Anses-d'Arlet.

### Élections de 1993
| Candidat       | Candidat            | Parti                      | Premier tour | Premier tour | Second tour | Second tour |  |
| Candidat       | Candidat            | Parti                      | Voix         | %            | Voix        | %           |  |
| -------------- | ------------------- | -------------------------- | ------------ | ------------ | ----------- | ----------- |  |
|                | Alfred Marie-Jeanne | MIM                        | 8 775        | 27,02        | 17 912      | 46,67       |  |
|                | André Lesueur élu   | RPR                        | 7 960        | 24,51        | 20 466      | 53,33       |  |
|                | Yves Juston         | UDF (AD)                   | 4 599        | 14,16        |             |             |  |
|                | Édouard de Lépine   | PPM                        | 4 219        | 12,99        |             |             |  |
|                | Raymond Occolier    | FSM                        | 2 366        | 7,29         |             |             |  |
|                | Olga Delbois        | Divers gauche (Maj. prés.) | 2 315        | 7,13         |             |             |  |
|                | Philippe Petit      | Divers droite              | 1 369        | 4,22         |             |             |  |
|                | Serge Burnet        | Divers gauche              | 700          | 2,16         |             |             |  |
|                | Patrice Charles     | Divers droite              | 167          | 0,51         |             |             |  |
|                | Jean-Pierre Élise   | Divers gauche              | 1            | 0            |             |             |  |
|                |                     |                            |              |              |             |             |  |
| Inscrits       | Inscrits            | Inscrits                   | 77 799       | 100,00       | 77 806      | 100,00      |  |
| Abstentions    | Abstentions         | Abstentions                | 41 897       | 53,85        | 36 691      | 47,16       |  |
| Votants        | Votants             | Votants                    | 35 902       | 46,15        | 41 115      | 52,84       |  |
| Blancs et nuls | Blancs et nuls      | Blancs et nuls             | 3 431        | 9,56         | 2 737       | 6,66        |  |
| Exprimés       | Exprimés            | Exprimés                   | 32 471       | 90,44        | 38 378      | 93,34       |  |

### Élections de 1997
| Candidat       | Candidat                | Parti             | Premier tour | Premier tour | Second tour | Second tour |  |
| Candidat       | Candidat                | Parti             | Voix         | %            | Voix        | %           |  |
| -------------- | ----------------------- | ----------------- | ------------ | ------------ | ----------- | ----------- |  |
|                | Alfred Marie-Jeanne élu | MIM               | 12 720       | 38,14        | 28 916      | 64,08       |  |
|                | André Lesueur sortant   | RPR               | 10 485       | 31,43        | 16 210      | 35,92       |  |
|                | Édouard de Lépine       | PPM               | 7 862        | 23,57        |             |             |  |
|                | Lucien Cilla            | FSM               | 1 406        | 4,22         |             |             |  |
|                | Philippe Petit          | Divers gauche     | 622          | 1,86         |             |             |  |
|                | Lucienne Trèfle         | Divers écologiste | 135          | 0,4          |             |             |  |
|                | Patrice Charles         | LDI (MPF)         | 125          | 0,37         |             |             |  |
|                |                         |                   |              |              |             |             |  |
| Inscrits       | Inscrits                | Inscrits          | 84 856       | 100,00       | 84 835      | 100,00      |  |
| Abstentions    | Abstentions             | Abstentions       | 48 659       | 57,34        | 37 034      | 43,65       |  |
| Votants        | Votants                 | Votants           | 36 197       | 42,66        | 47 801      | 56,35       |  |
| Blancs et nuls | Blancs et nuls          | Blancs et nuls    | 2 842        | 7,85         | 2 675       | 5,6         |  |
| Exprimés       | Exprimés                | Exprimés          | 33 355       | 92,15        | 45 126      | 94,4        |  |

Le suppléant d'Alfred Marie-Jeanne était Vincent Duville, professeur des écoles, conseiller régional, conseiller municipal de Rivière-Salée.

### Élections de 2002
| Candidat       | Candidat                          | Parti          | Premier tour | Premier tour | Second tour | Second tour |  |
| Candidat       | Candidat                          | Parti          | Voix         | %            | Voix        | %           |  |
| -------------- | --------------------------------- | -------------- | ------------ | ------------ | ----------- | ----------- |  |
|                | Alfred Marie-Jeanne sortant réélu | MIM            | 9 420        | 31,75        | 16 194      | 51,19       |  |
|                | André Lesueur                     | UMP            | 8 656        | 29,17        | 15 441      | 48,81       |  |
|                | Maurice Antiste                   | Francis        | 5 436        | 18,32        |             |             |  |
|                | Raymond Occolier                  | FSM            | 5 288        | 17,82        |             |             |  |
|                | Philippe Petit                    | Divers gauche  | 762          | 2,57         |             |             |  |
|                | Marion Meier                      | MNR            | 111          | 0,37         |             |             |  |
|                |                                   |                |              |              |             |             |  |
| Inscrits       | Inscrits                          | Inscrits       | 94 595       | 100,00       | 94 640      | 100,00      |  |
| Abstentions    | Abstentions                       | Abstentions    | 63 807       | 67,45        | 61 010      | 64,47       |  |
| Votants        | Votants                           | Votants        | 30 788       | 32,55        | 33 630      | 35,53       |  |
| Blancs et nuls | Blancs et nuls                    | Blancs et nuls | 1 115        | 3,62         | 1 995       | 5,93        |  |
| Exprimés       | Exprimés                          | Exprimés       | 29 673       | 96,38        | 31 635      | 94,07       |  |

Le suppléant d'Alfred Marie-Jeanne était Vincent Duville.

### Élections de 2007
| Candidat       | Candidat                          | Parti          | Premier tour | Premier tour | Second tour | Second tour |  |
| Candidat       | Candidat                          | Parti          | Voix         | %            | Voix        | %           |  |
| -------------- | --------------------------------- | -------------- | ------------ | ------------ | ----------- | ----------- |  |
|                | Alfred Marie-Jeanne sortant réélu | MIM            | 17 648       | 51,95        | 26 673      | 68,46       |  |
|                | André Lesueur                     | UMP            | 8 928        | 26,28        | 12 289      | 31,54       |  |
|                | Raymond Occolier                  | FSM            | 5 221        | 15,37        |             |             |  |
|                | Philippe Petit                    | Divers gauche  | 1 781        | 5,24         |             |             |  |
|                | Max Lambert                       | Divers         | 218          | 0,64         |             |             |  |
|                | Jean Ederique                     | Divers         | 177          | 0,52         |             |             |  |
|                |                                   |                |              |              |             |             |  |
| Inscrits       | Inscrits                          | Inscrits       | 103 516      | 100,00       | 103 516     | 100,00      |  |
| Abstentions    | Abstentions                       | Abstentions    | 67 662       | 65,36        | 61 855      | 59,75       |  |
| Votants        | Votants                           | Votants        | 35 854       | 34,64        | 41 661      | 40,25       |  |
| Blancs et nuls | Blancs et nuls                    | Blancs et nuls | 1 881        | 5,25         | 2 699       | 6,48        |  |
| Exprimés       | Exprimés                          | Exprimés       | 33 973       | 94,75        | 38 962      | 93,52       |  |

### Élections de 2012
| Candidat       | Candidat                | Parti               | Premier tour | Premier tour | Second tour | Second tour |  |
| Candidat       | Candidat                | Parti               | Voix         | %            | Voix        | %           |  |
| -------------- | ----------------------- | ------------------- | ------------ | ------------ | ----------- | ----------- |  |
|                | Jean-Philippe Nilor élu | MIM                 | 10 358       | 39,80        | 20 204      | 69,41       |  |
|                | Arnaud René-Corail      | PPM                 | 3 301        | 12,68        | 8 904       | 30,59       |  |
|                | Raymond Occolier        | FSM                 | 3 124        | 12,00        |             |             |  |
|                | André Lesueur           | Divers droite (FMP) | 3 078        | 11,83        |             |             |  |
|                | Eugène Larcher          | RDM                 | 1 696        | 6,52         |             |             |  |
|                | Fred Tirault            | UMP                 | 1 559        | 5,99         |             |             |  |
|                | Charles-André Mencé     | Divers gauche       | 1 254        | 4,82         |             |             |  |
|                | Philippe Petit          | Divers gauche       | 462          | 1,78         |             |             |  |
|                | Jean-Claude Filin       | Divers gauche       | 360          | 1,38         |             |             |  |
|                | Jean-François Beaunol   | Divers droite       | 357          | 1,37         |             |             |  |
|                | Catherine Besso         | FN                  | 254          | 0,98         |             |             |  |
|                | Gabriel Jean-Marie      | CO                  | 184          | 0,71         |             |             |  |
|                | Max Lambert             | Divers              | 36           | 0,14         |             |             |  |
|                |                         |                     |              |              |             |             |  |
| Inscrits       | Inscrits                | Inscrits            | 79 004       | 100,00       | 78 998      | 100,00      |  |
| Abstentions    | Abstentions             | Abstentions         | 51 723       | 65,47        | 47 962      | 60,71       |  |
| Votants        | Votants                 | Votants             | 27 281       | 34,53        | 31 036      | 39,29       |  |
| Blancs et nuls | Blancs et nuls          | Blancs et nuls      | 1 258        | 4,61         | 1 928       | 6,21        |  |
| Exprimés       | Exprimés                | Exprimés            | 26 023       | 95,39        | 29 108      | 93,79       |  |

### Élections de 2017
|                                                                                |                                                                                            |                           |                           |                          |                          |
|                                                                                |                                                                                            | Premier tour 10 juin 2017 | Premier tour 10 juin 2017 | Second tour 17 juin 2017 | Second tour 17 juin 2017 |
|                                                                                |                                                                                            |                           |                           |                          |                          |
|                                                                                |                                                                                            | Nombre                    | % des inscrits            | Nombre                   | % des inscrits           |
| Inscrits                                                                       | Inscrits                                                                                   | 83 734                    | 100,00                    | 83 734                   | 100,00                   |
| Abstentions                                                                    | Abstentions                                                                                | 63 844                    | 76,25                     | 60 005                   | 71,66                    |
| Votants                                                                        | Votants                                                                                    | 19 890                    | 23,75                     | 23 729                   | 28,34                    |
|                                                                                |                                                                                            |                           | % des votants             |                          | % des votants            |
| Bulletins blancs                                                               | Bulletins blancs                                                                           | 662                       | 3,33                      | 989                      | 4,17                     |
| Bulletins nuls                                                                 | Bulletins nuls                                                                             | 497                       | 2,50                      | 992                      | 4,18                     |
| Suffrages exprimés                                                             | Suffrages exprimés                                                                         | 18 731                    | 94,17                     | 21 748                   | 91,65                    |
|                                                                                |                                                                                            |                           |                           |                          |                          |
| Candidat Étiquette politique (partis et alliances)                             | Candidat Étiquette politique (partis et alliances)                                         | Voix                      | % des exprimés            | Voix                     | % des exprimés           |
|                                                                                |                                                                                            |                           |                           |                          |                          |
|                                                                                | Jean-Philippe Nilor (député sortant) Régionaliste (Mouvement indépendantiste martiniquais) | 8 780                     | 46,87                     | 14 794                   | 68,02                    |
|                                                                                | Sylvia Saithsoothane Les Républicains                                                      | 3 386                     | 18,08                     | 6 954                    | 31,98                    |
|                                                                                | David Dinal Divers gauche (Parti progressiste martiniquais)                                | 2 813                     | 15,02                     |                          |                          |
|                                                                                | Ernest Kilo La France insoumise                                                            | 896                       | 4,78                      |                          |                          |
|                                                                                | Philippe Petit Union des démocrates et indépendants                                        | 830                       | 4,43                      |                          |                          |
|                                                                                | Jérémie Ferdinand Régionaliste (Nou Pèp La)                                                | 359                       | 1,92                      |                          |                          |
|                                                                                | Daniel Duval-Violton Divers                                                                | 346                       | 1,85                      |                          |                          |
|                                                                                | Élodie Babin Front national                                                                | 324                       | 1,73                      |                          |                          |
|                                                                                | Gabriel Jean-Marie Extrême gauche (Combat ouvrier)                                         | 277                       | 1,48                      |                          |                          |
|                                                                                | Steeve Louis-Marie Divers                                                                  | 213                       | 1,14                      |                          |                          |
|                                                                                | Hervé Pinto Divers                                                                         | 185                       | 0,99                      |                          |                          |
|                                                                                | Émilie Joncart Divers gauche                                                               | 182                       | 0,97                      |                          |                          |
|                                                                                | Sébastien Dubois Divers (Union populaire républicaine)                                     | 140                       | 0,75                      |                          |                          |
| Source : Ministère de l'Intérieur - Quatrième circonscription de la Martinique |                                                                                            |                           |                           |                          |                          |

### Élections de 2022
| Résultats des élections législatives des 12 et 19 juin 2022 de la 4e circonscription de Martinique |                          |                          |                          |              |              |             |             |
| Candidat                                                                                           | Candidat                 | Parti                    | Nuance                   | Premier tour | Premier tour | Second tour | Second tour |
| Candidat                                                                                           | Candidat                 | Parti                    | Nuance                   | Voix         | %            | Voix        | %           |
| | Jean-Philippe Nilor      | Péyi-A (NUPES)           | REG                      | 8 367        | 43,99        | 15 329      | 71,37       |
| | Alfred Marie-Jeanne      | MIM (GSPM)               | REG                      | 4 881        | 25,66        | 6 149       | 28,63       |
| | David Dinal              | PPM (AS) (NUPES)         | DVG                      | 1 438        | 7,56         |             |             |
| | Ruddy Duville            | LME                      | DVG                      | 1 430        | 7,52         |             |             |
| | Karine Thérèse           | EÉLV (NUPES)             | ECO                      | 755          | 3,97         |             |             |
| | Philippe Petit           | UDI (UDC)                | UDI                      | 590          | 3,10         |             |             |
| | Nicolas Occolier         | RN                       | RN                       | 415          | 2,18         |             |             |
| | Laurence Tiberinus       | LREM (ENS)               | ENS                      | 363          | 1,91         |             |             |
| | David Liméry             | SE                       | DVG                      | 329          | 1,73         |             |             |
| | Mélanie Sulio            | CO                       | DXG                      | 144          | 0,76         |             |             |
| | Célia Sainte-Rose        | REC                      | REC                      | 102          | 0,54         |             |             |
| | Jean-Marc Lusbec         | LR (UDC)                 | LR                       | 88           | 0,46         |             |             |
| | Édouard Tinaugus         | SE                       | DVG                      | 79           | 0,42         |             |             |
| | Richard Mirande          | SE                       | DVG                      | 40           | 0,21         |             |             |
| Votes valides                                                                                      | Votes valides            | Votes valides            | Votes valides            | 19 021       | 96,35        | 21 478      | 93,49       |
| Votes blancs                                                                                       | Votes blancs             | Votes blancs             | Votes blancs             | 380          | 1,92         | 820         | 3,57        |
| Votes nuls                                                                                         | Votes nuls               | Votes nuls               | Votes nuls               | 340          | 1,72         | 676         | 2,94        |
| Total                                                                                              | Total                    | Total                    | Total                    | 19 741       | 100          | 22 974      | 100         |
| Abstention                                                                                         | Abstention               | Abstention               | Abstention               | 64 217       | 76,49        | 60 986      | 72,64       |
| Inscrits / participation                                                                           | Inscrits / participation | Inscrits / participation | Inscrits / participation | 83 958       | 23,51        | 83 960      | 27,36       |

### Élections de 2024
| Candidat                 | Candidat              | Parti et coalition | Nuance | Premier tour | Premier tour | Second tour | Second tour |
| Candidat                 | Candidat              | Parti et coalition | Nuance | Voix         | %            | Voix        | %           |
| ------------------------ | --------------------- | ------------------ | ------ | ------------ | ------------ | ----------- | ----------- |
|                          | Yvette Galot          | DVG                | DVG    |              |              |             |             |
|                          | Phillipe Petit        | UDI                | UDI    |              |              |             |             |
|                          | Aude Goussard         | MIM                | REG    |              |              |             |             |
|                          | Jean-Philippe Nilor * | Péyi-A (NFP)       | REG    |              |              |             |             |
|                          | Karine Thérèse        | EÉLV               | VEC    |              |              |             |             |
|                          | Louis Boutrin         | app MIM            | ECO    |              |              |             |             |
|                          | Grégory Roy-Larentry  | RN                 | RN     |              |              |             |             |
|                          |                       |                    |        |              |              |             |             |
| Votes valides            |                       |                    |        |              |              |             |             |
| Votes blancs             |                       |                    |        |              |              |             |             |
| Votes nuls               |                       |                    |        |              |              |             |             |
| Total                    | Total                 | Total              | Total  |              | 100,00       |             | 100,00      |
| Abstention               |                       |                    |        |              |              |             |             |
| Inscrits / participation |                       |                    |        |              |              |             |             |

#### Département de la Martinique
- La fiche de l'INSEE de cette circonscription : « Tableaux et Analyses de la quatrième circonscription de la Martinique », sur insee.fr, site de l'Institut national de la statistique et des études économiques (consulté le 10 juin 2007) [PDF]

- « Tous les députés du département de la Martinique depuis 1789 » [archive du 30 septembre 2007], sur assemblee-nationale.fr, site de l'Assemblée nationale française (consulté le 10 juin 2007)

- « Informations contentieuses sur le département de la Martinique (Élections législatives de 2002) »(Archive.org • Wikiwix • Archive.is • Google • Que faire ?), sur conseil-constitutionnel.fr, site du Conseil constitutionnel (consulté le 13 juin 2007)

#### Circonscriptions en France
- « Carte des circonscriptions législatives en France », sur assemblee-nationale.fr, site de l'Assemblée nationale française (consulté le 20 juin 2007)

- « Résultats électoraux officiels en France »(Archive.org • Wikiwix • Archive.is • Google • Que faire ?), sur interieur.gouv.fr, site du ministère de l'Intérieur (France) (consulté le 13 juin 2007)

- Description et Atlas des circonscriptions électorales de France sur http://www.atlaspol.com, Atlaspol, site de cartographie géopolitique, consulté le 13 juin 2007.